# Rancho Viejo, Morelos
Rancho Viejo är en ort i Mexiko.   Den ligger i kommunen Tlaquiltenango och delstaten Morelos, i den sydöstra delen av landet, 110 km söder om huvudstaden Mexico City. Rancho Viejo ligger 925 meter över havet och antalet invånare är 121.
Terrängen runt Rancho Viejo är huvudsakligen kuperad. Rancho Viejo ligger nere i en dal. Runt Rancho Viejo är det ganska glesbefolkat, med 31 invånare per kvadratkilometer. Närmaste större samhälle är Huautla, 2,1 km nordväst om Rancho Viejo. I omgivningarna runt Rancho Viejo växer huvudsakligen savannskog.